# آدم روبرتس (مؤلف بريطاني)
آدم روبرتس (بالإنجليزية: Adam Roberts)‏ (30 يونيو 1965، لندن في المملكة المتحدة)؛ أستاذ جامعي، كاتب وروائي بريطاني.